# Shoot - Voglia di uccidere
Shoot - Voglia di uccidere (Shoot) è un film del 1976 diretto da Harvey Hart.
È un thriller d'azione con Cliff Robertson, Ernest Borgnine e Henry Silva. È basato sul romanzo Shoot di Douglas Fairbairn. Il film è conosciuto in Italia anche con il titolo Caccia mortale.

## Trama
Rex, un ex militare dell'esercito statunitense, con i suoi amici Lou e Zeke, vanno a caccia nella foresta, ma un'altra banda di cacciatori li fissa e tenta di ucciderli.

## Produzione
Il film, diretto da Harvey Hart su una sceneggiatura di Richard Berg con il soggetto di Douglas Fairbairn (autore del romanzo), fu prodotto da Harve Sherman per Avco Embassy Pictures, Essex Enterprises e Getty Pictures e girato a Toronto, Brampton e negli studios di Kleinburg in Canada dal 20 novembre al 23 dicembre 1975.

## Promozione
La tagline è: "A thriller that begins where 'Deliverance' left off.".

## Distribuzione
Il film fu distribuito negli Stati Uniti dal 28 maggio 1976 al cinema dalla AVCO Embassy Pictures.
Alcune delle uscite internazionali sono state:
- in Finlandia il 22 luglio 1977 (Ampukaa! Ampukaa! Ampukaa!)
- in Norvegia il 30 marzo 1984
- in Spagna (Disparo)
- in Germania Ovest (Krieg im Frieden)
- in Grecia (Ktypate sto psahno)
- in Francia (Tir à vue)
- in Italia (Shoot - Voglia di uccidere)

## Critica
Secondo il Morandini nel film la denuncia della violenza negli Stati Uniti risulta fin troppo evidente, "fallocratica e iperpatriottica, ma, nelle sue ambizioni di metafora, è condotta in modi di una balordaggine inescusabile, inquinata dalla violenza che si vorrebbe condannare". Secondo Leonard Maltin questo "ridicolo racconto", in cui si avverte una leggera eco di Un tranquillo weekend di paura, vorrebbe essere "anti-militarista" ma risulta solo "anti-intrattenimento".